# Linia kolejowa nr 719
Linia kolejowa nr 719 – jednotorowa, zelektryfikowana linia kolejowa znaczenia miejscowego, łącząca rejon JCA stacji Jęzor Centralny z grupą torów stacji Sosnowiec Jęzor.